# Pheidole rugulosa
Pheidole rugulosa is een mierensoort uit de onderfamilie van de Myrmicinae. De wetenschappelijke naam van de soort is voor het eerst geldig gepubliceerd in 1959 door Gregg.